# 西日本プラント工業
西日本プラント工業株式会社（にしにっぽんぷらんとこうぎょう）は、九州電力グループの一社で、発電所の建設及び保修工事を行う企業である。

## 沿革
- 1954年（昭和29年）5月 - 九州火力建設株式会社創立
- 1971年（昭和46年）3月 - 商号を西日本プラント工業株式会社と改称
- 1978年（昭和53年）1月 - 海外へ本格的進出（イラク・ハルサ発電所タービン発電機据付工事）

## 営業品目
- 各種プラントの設計、建設および保修工事ならびに運転業務
- 各種発電所の建設および保修工事並びに運転業務
- ボイラ・原子炉およびタービン設備の建設および保修工事
- 各種電気設備・制御・計測装置の設計・製作・据付および修理工事
- 保温工事および塗装工事
- 土木工事および建築工事
- 運輸および荷役業務
- 上記工事に附帯する機械工具・車両・仮設材の賃貸業務
- 上記工事に附帯する機械工具・附属材料の製造および販売業務
- 労働者派遣事業

## 事業所
- 本店 - 福岡県福岡市中央区
- 東京支店 - 東京都港区
- 関西支店 - 兵庫県神戸市中央区

## グループ企業
- 株式会社メンテック
- サンシン工業株式会社
- 株式会社朋友
- 株式会社ジェイ・リライツ
- 株式会社プラズワイヤー
- 奄美大島風力発電株式会社
- 鷲尾岳風力発電株式会社